# دشبذ ليفي غضروفي
دُشبُذ ليفي غضروفي هو تكوين مؤقت من أرومة ليفية وأرومة غضروفية يتكون في منطقة كسر العظم أثناء محاولة العظم الالتئام ذاتيًا. وتتبدد الخلايا في نهاية المطاف وتصبح خاملة، وتستقر في نسيج خارج الخلية يشكل العظم الجديد.
ويعد الدشبذ أول علامة مرئية للالتئام في الأشعة السينية، ويحدث عادةً خلال ثلاثة أسابيع بعد الكسر. وتكوين الدشبذ أبطأ لدى البالغين من الأطفال، وأبطأ في العظام القشرية من العظام الإسفنجية.

## وصلات خارجية
- Bony+callus في المكتبة الوطنية الأمريكية للطب نظام فهرسة المواضيع الطبية (MeSH).